# Războiul Livonian
Războiul Livonian (1558–1583) a fost purtat pentru controlul asupra Vechii Livonii (în teritoriul actual al Estoniei și Letoniei), când Țaratul Rusiei s-a confruntat cu o coaliție fluctuantă formată din Danemarca–Norvegia, Regatul Suediei și cu Uniunea (mai întâi personală, devenită pe parcursul războiului statală) dintre Marele Ducat al Lituaniei și Regatul Poloniei.
În perioada 1558–1578 Rusia a dominat regiunea cu succesele militare inițiale de la Dorpat (Tartu) și Narva. Dizolvarea de către Rusia a Confederației Livone⁠(d) a adus Polonia și Lituania în conflict, în timp ce Suedia și Danemarca au intervenit ambele între 1559 și 1561. A apărut Estonia Suedeză în ciuda invaziilor constante ale Rusiei și Frederick al II-lea al Danemarcei a cumpărat fosta Episcopie de Ösel–Wiek, pe care a pus-o sub controlul fratelui său Magnus de Holstein. Magnus a încercat să-și extindă posesiunile din Livonia creând un regat al Livoniei, vasal Rusiei, stat ce a existat cu numele până la defecțiunea lui Magnus din 1576.
În 1576 principele Ștefan Báthory a devenit rege al Poloniei și mare duce al Lituaniei și a întors soarta războiului cu succese între 1578 și 1581, inclusiv ofensiva comună suedo-polono-lituaniană din bătălia de la Wenden⁠(en)[traduceți]. Aceasta a fost urmată de o campanie extinsă prin Rusia culminând cu lungul și dificilul asediu al Pskovului. Conform Armistițiului de la Jam Zapolski din 1582, care a pus capăt războiului între Rusia și Uniunea Polono–Lituaniană, Rusia și-a pierdut toate fostele posesiuni din Livonia și Poloțk în favoarea Poloniei–Lituaniei. În anul următor, Suedia și Rusia au semnat Armistițiul de la Plussa, prin care Suedia dobândea mare parte din Ingria și nordul Livoniei, păstrând și Ducatul Estoniei.

## Preludiul

### Livonia înainte de război

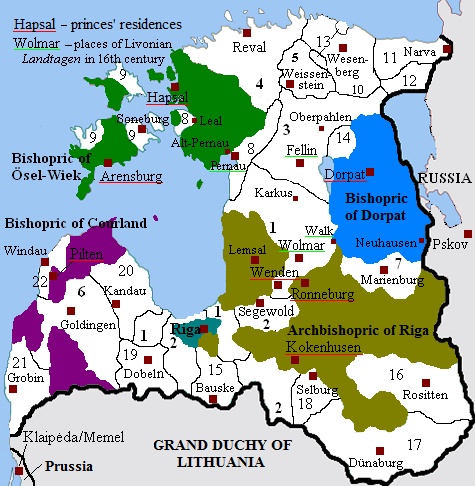
Vechea Livonie, dinaintea Războiului Livonian

Până pe la jumătatea secolului al XVI-lea, Vechea Livonie, prosperă economic, devenise o regiune organizată în Confederația Livonă, o structură descentralizată și divizată religios. Teritoriul să consta din ramura Livoniană a Ordinului Cavalerilor Teutoni, din principatele eclesiastice Dorpat⁠(en)[traduceți], Ösel–Wiek, precum și din Curlanda, Arhiepiscopia Rigăi⁠(en)[traduceți] și orașul Riga. Împreună cu Riga, orașele Dorpat și Reval (Tallinn), împreună cu domeniile regale, se bucurau de privilegii ce le permiteau să acționeze aproape independent. Singurele instituții comune la nivelul întregii Livonii erau adunările stărilor generale, ținute regulat și denumite landtaguri. Ca și o administrație politică divizată, existau și rivalități persistente pentru hegemonie între arhiepiscopul Rigăi și landmeister Ordinului Teuton. În sânul Ordinului existase o schismă încă de când Reforma se răspândise în Livonia în anii 1520, deși luteranizarea țării era un proces treptat, căruia îi opunea rezistență o parte a Ordinului care rămăsese mai mult sau mai puțin loială romano-catolicismului. Puțin înaintea războiului Livonia avea o administrație slabă supusă rivalităților interne, nu avea fortificații puternice și nici susținere din exterior, fiind înconjurată de monarhii ce duceau politici expansioniste. Robert I. Frost⁠(en)[traduceți] consemna despre această regiune volatilă: „măcinată de certuri intestine și amenințată de mașinațiunile politice ale vecinilor săi, Livonia nu era în stare să reziste unui atac.”
Landmeisterul și gebietigerul Ordinului, precum și proprietarii de moșii din Livonia, erau toți mici nobili care își păzeau privilegiile și influența împiedicând apariția unei nobilimi mai mari și mai puternice. Doar arhiepiscopia Rigăi a reușit să depășească rezistența micii nobilimi. Wilhelm von Brandenburg⁠(en)[traduceți] a fost numit arhiepiscop al Rigăi, iar Christoph von Mecklenburg⁠(en)[traduceți] coajutor al său, cu suportul fratelui său Albert (Albrecht) de Brandenburg–Ansbach, fostul hochmeister prusac care secularizase sudul statului Ordinului Cavalerilor Teutoni și în 1525 se proclamase duce în Prusia. Wilhelm și Christoph urmau să susțină interesele lui Albert în Livonia, între care se numărau apariția unui ducat livonian ereditar după modelul Prusiei. În același timp, Ordinul cerea reînființarea sa („Rekuperation”) în Prusia, se opunea secularizării și apariției unui ducat ereditar.

### Aspirațiile vecinilor Livoniei
La momentul izbucnirii Războiului Livonian, Liga Hanseatică își pierduse deja monopolul pe profitabilul și prosperul comerț din Marea Baltică. Deși încă era implicată și volumul tranzacțiilor era în creștere, ea acum împărțea piața cu flotele mercenare europene, mai ales din cele Șaptesprezece Provincii Olandeze și din Franța. Vasele hanseatice nu se comparau cu navele de război contemporane, și, deoarece Liga nu putea întreține o marină mare din cauza scăderii cotei de piață, orașele sale membre din Livonia, Riga, Reval și partenerul comercial Narva, au rămas fără o protecție adecvată. Marina daneză, cea mai puternică din Marea Baltică, controla intrarea în Marea Baltică, colecta taxe de strâmtoare⁠(en)[traduceți] și deținea importantele insule strategice din Marea Baltică Bornholm și Gotland.
Un lung baraj de teritorii daneze din sud și lipsa unui port într-o zonă în care marea nu îngheață deloc pe timpul anului limitau accesul Suediei la comerțul din Marea Baltică. Cu toate acestea, țara prospera datorită exporturilor de cherestea și de minereu, mai ales de cupru, cuplate cu avantajele unei flote în extindere și cu proximitatea porturilor livoniene peste îngustul Golf al Finlandei. Suedia mai căutase să se extindă în Livonia și înainte de Războiul Livonian, dar intervenția țarului rus amânase aceste eforturi în Războiul Ruso-Suedez⁠(en)[traduceți] din 1554–1557, încheiat cu Tratatul de la Novgorod⁠(en)[traduceți] din 1557.
Prin înglobarea principatelor Novgorodului (1478) și Pskovului⁠(en)[traduceți] (1510), Țaratul Rus devenise vecinul estic al Livoniei și crescuse în putere după anexarea hanatelor Kazanului (1552) și Astrahanului (1556). Conflictul între Rusia și puterile occidentale a fost exacerbat de izolarea Rusiei față de comerțul maritim. Noul port Ivangorod construit de țarul Ivan pe malul estic al Râului Narva în 1550 era considerat nesatisfăcător din cauza apelor sale prea puțin adânci. De aceea, țarul a cerut Confederației Livone să plătească circa 6000 de mărci pentru a păstra Episcopia Dorpatului, pe baza ideii că fiecare bărbat adult îi plătea Pskovului o marcă pe vremea când acesta era stat independent. Livonii au promis în cele din urmă să-i plătească lui Ivan până în 1557, dar când nu au făcut aceasta, au fost izgoniți din Moscova, și negocierile s-au oprit. Ivan a continuat să susțină că existența Ordinului necesita susținere pasivă din partea Rusiei, și amenința rapid cu forța armată dacă considera că e nevoie. El avea ca scop stabilirea unui coridor între Marea Baltică și noile teritorii de la Marea Caspică pentru că dacă Rusia avea să intre într-un conflict deschis cu marile puteri occidentale, avea să aibă nevoie de armament mai sofisticat, de import.
În fine, regele Poloniei și mare duce al Lituaniei, Sigismund al II-lea August se temea de aspirațiile expansioniste ale Rusiei. Expansiunea Rusiei în Livonia ar fi însemnat nu doar un rival politic mai puternic, ci și pierderea unor rute comerciale profitabile. Ca urmare, Sigismund îl susținea pe vărul său Wilhelm von Brandenburg⁠(en)[traduceți], arhiepiscop al Rigăi, în conflictul său cu Wilhelm von Fürstenberg, landmeisterul Ordinului Livonian. Sigismund spera că Livonia, ca și Ducatul Prusiei sub ducele Albert, va deveni vasal al Poloniei și Lituaniei. Cu o susținere slabă în Livonia, von Brandenburg era obligat să conteze mult pe aliații externi. Printre puținii susținători ai săi în Livonia se numărau landmarschallul Jasper von Munster, cu care pusese la cale în aprilie 1556 un atac contra adversarilor săi, atac care să implice susținere militară atât din partea lui Sigismund cât și din partea lui Albert. Sigismund a ezitat însă să participe la această acțiune, de teama că voievodatul Kievului⁠(en)[traduceți] ar rămâne expus la un posibil atac rusesc. Când von Fürstenberg a aflat de acest plan, a adunat o forță armată în fruntea căreia a pătruns pe teritoriul Arhiepiscopiei Rigăi și a capturat în iunie 1556 principalele cetăți Kokenhusen și Ronneburg. Jasper von Munster a fugit în Lituania, dar von Brandenburg și Christoph von Mecklenburg au fost capturați și închiși la Adsel și Treiden. Urmarea a fost o misiune diplomatică pentru eliberarea lor trimisă de ducii pomeranieni, de regele danez, de împăratul Ferdinand I și de stările generale ale Sfântului Imperiu Roman. S-a planificat pentru 1 aprilie 1557 o întâlnire multipartită ținută la Lübeck pentru a rezolva conflictul, dar ea a fost anulată din cauza conflictelor dintre Sigismund și solii danezi. Sigismund s-a folosit de uciderea solului său, Lancki, de către fiul landmeisterului drept pretext pentru a invada sudul Livoniei cu o armată de circa 80.000 de oameni. El a obligat părțile aflate în concurență în Livonia să se reconcilieze la tabăra sa de la Pozvol în septembrie 1557. Acolo, au semnat Tratatul de la Pozvol, prin care se stabilea o alianță reciprocă atât defensivă cât și ofensivă, împotriva Rusiei, și care a provocat declanșarea Războiului Livonian.

## 1558–1562: Disoluția Ordinului Livonian

### Invazia rusă a Livoniei

Harta campaniilor din Livonia, 1558–1560

Ivan al IV-lea considera cererea Confederației Livoniene de protecție din partea Uniunii Polono-Lituaniene în conformitate cu tratatul de la Pozvol⁠(en)[traduceți] ca fiind un casus belli. În 1554, Livonia și Rusia semnaseră un armistițiu valabil cincisprezece ani în care Livonia accepta să nu intre in nicio alianță cu Polonia–Lituania. În ianuarie 1558, Ivan a reacționat invadând Livonia. Rușii erau considerați de țăranii locali a fi eliberatori de sub dominația germană asupra Livoniei. Multe cetăți din Livonia au capitulat fără opoziție, trupele rusești cucerind Dorpatul în mai, Narva în iulie, și au asediat Revalul. Întărite cu 1200 de landsknechte⁠(en)[traduceți], 100 de tunari și aprovizionate cu muniții din Germania, forțele livone au reușit să recucerească Wesenberg (Rakvere) împreună cu alte cetăți mai puțin importante. Deși germanii au efectuat raiduri în teritoriul rusesc, Dorpat, Narva și multe alte cetăți mai mici au rămas în mâinile rușilor. Înaintarea inițială a acestora l-a avut în frunte pe hanul Kasimovului⁠(en)[traduceți], Shahghali⁠(en)[traduceți], cu alți doi locotenenți tătari în fruntea unei forțe în care se aflau boieri ruși, călăreți tătari, dar și cazaci, care la acea vreme erau mai mult pedestrași. Ivan a câștigat și mai mult teren în campaniile din anii 1559 si 1560. În ianuarie 1559, forțele rusești au invadat din nou Livonia. Un armistițiu de șase luni, între mai și noiembrie, a fost semnat între Rusia și Livonia, Rusia folosind timpul pentru a se concentra pe Războaiele Ruso-Crimeene.
În urma invaziei rusești, Livonia a cerut mai întâi ajutorul împăratului Ferdinand I și, după refuzul acestuia, s-a îndreptat spre Polonia–Lituania. Landmeisterul von Fürstenburg a fugit în Polonia–Lituania și a fost înlocuit cu Gotthard Kettler⁠(en)[traduceți]. În iunie 1559, stările Livoniei au intrat sub protecția polono-lituaniană prin primul tratat de la Vilnius. Sejmul⁠(en)[traduceți] polonez a refuzat să încuviințeze tratatul, considerându-l o chestiune ce privește doar Marele Ducat al Lituaniei. În ianuarie 1560 Sigismund l-a trimis pe ambasadorul Martin Volodkov la curtea lui Ivan de la Moscova într-o încercare de a opri cavaleria rusă de la a prăda Livonia rurală.

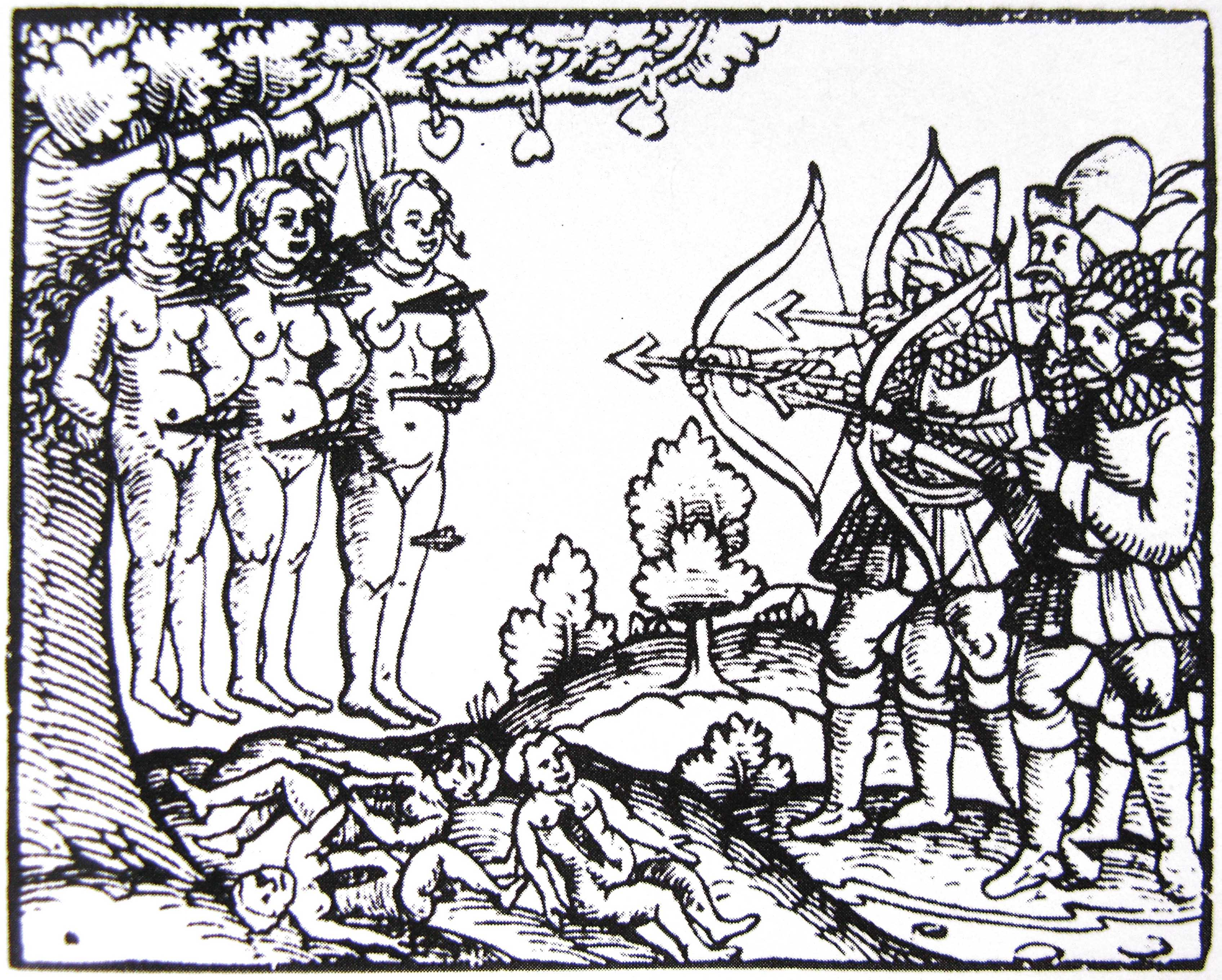
Atrocități comise de ruși în Livonia. Stampă din Zeyttung publicată în Nürnberg in 1561.

Succesele rușilor au urmat un model similar, cu multiple campanii mici, cu asedii în care muschetarii au jucat un rol-cheie distrugând fortificațiile de lemn cu susținerea eficientă a artileriei. Forțele țarului au cucerit cetăți importante ca Fellin (Viljandi), dar totuși le lipsea forța de a cuceri marile orașe Riga, Reval sau Pernau. Cavalerii Livonieni au suferit o înfrângere dezastruoasă în fața rușilor în bătălia de la Ērģeme în august 1560. Unii istorici cred că boierimea rusă era divizată în ce privește momentul în care Livonia urma să fie invadată.
Eric al XIV-lea, noul rege al Suediei, a refuzat cererea de ajutor din partea lui Kettler, împreună cu o cerere similară din partea Poloniei. Kettler s-a îndreptat atunci spre Sigismund pentru ajutor. Slăbitul Ordin Livonian a fost desființat prin al doilea tratat de la Vilnius⁠(en)[traduceți] din 1561. Pământurile sale au fost secularizate sub forma Ducatului Livoniei⁠(en)[traduceți] și a Ducatului Curlandei și Semigaliei și au fost atribuite Marelui Ducat al Lituaniei. Kettler a devenit primul duce al Curlandei, și pentru aceasta s-a convertit la luteranism. În tratat era cuprins și Privilegium Sigismundi Augusti prin care Sigismund garanta stărilor livoniene diferite privilegii, inclusiv libertatea religioasă în raport cu Confesiunea de la Augsburg, Indygenatul⁠(en)[traduceți], și continuarea administrației tradiționale germane. Termenii privind libertatea religioasă interziceau orice reglementare a ordinii protestante de către autoritățile religioase sau laice.
Unii membri ai nobilimii lituaniene s-au opus extinderii uniunii polono-lituaniene, și i-au oferit coroana lituaniană lui Ivan al IV-lea. Țarul a susținut public această opțiune, fie deoarece o lua în serios, fie pentru că avea timp să-și întărească trupele din Livonia. De-a lungul lui 1561, un armistițiu ruso-lituanian (convenit a dura până în 1562) a fost respectat de ambele părți.

### Intervențiile daneză și suedeză
În schimbul unui împrumut și a unei garanții a protecției daneze, episcopul Johann von Münchhausen a semnat la 26 septembrie 1559 un tratat prin care îi acorda lui Frederick al II-lea al Danemarcei dreptul de a numi episcopul de Ösel–Wiek, act ce însemna practic vânzarea acestor teritorii în schimbul a 30.000 de taleri. Frederick al II-lea l-a numit episcop pe fratele său, ducele Magnus de Holstein, care a fost întronizat în aprilie 1560. Pentru ca eforturile daneze să nu producă mai multă insecuritate pentru Suedia, Danemarca a mai făcut o încercare de a mijloci o pace în regiune. Magnus și-a urmărit interesele personale imediat, cumpărând Episcopia Curlandei fără acordul lui Frederick și încercând să se extindă în Harrien–Wierland⁠(en)[traduceți] (Harju și Virumaa). Aceasta l-a adus în conflict direct cu Eric.
În 1561, forțele suedeze au sosit și fiefurile nobiliare din Harrien–Wierland și Jerwen (Järva) s-au supus Suediei, care a proclamat Ducatul Estoniei. Revalul la fel, a acceptat dominația suedeză. Danemarca domina Marea Baltică, iar Suedia dorea să-i conteste dominația obținând teritorii pe malul ei estic. Aceasta avea să ajute Suedia să controleze comerțul Occidentului cu Rusia și a contribuit la precipitarea Războiului de Șapte Ani al Nordului⁠(en)[traduceți] întrucât în 1561, Frederick al II-lea deja protestase împotriva prezenței suedeze la Reval, revendicând un drept istoric legat de Estonia Daneză. Când forțele lui Erik al XIV-lea au cucerit Pernau în iunie 1562, diplomații acestuia au încercat să aranjeze protecție suedeză pentru Riga, ceea ce l-a adus în conflict cu Sigismund.
Sigismund întreținea relații apropiate cu fratele lui Erik al XIV-lea, Ioan, duce al Finlandei (ulterior Ioan al III-lea) și, în octombrie 1562, Ioan s-a căsătorit cu sora lui Sigismund, Ecaterina, ceea ce a împiedicat căsătoria ei cu Ivan al IV-lea. Erik al XIV-lea aprobase căsătoria, dar l-a deranjat faptul că Ioan i-a împrumutat lui Sigismund 120.000 de daleri și a primit gaj în schimb șapte castele din Livonia. Acest incident a dus la capturarea și încarcerarea lui Ioan în august 1563 în numele lui Erik al XIV-lea, ceea ce l-a determinat pe Sigismund să se alieze cu Danemarca și cu Lübeckul împotriva lui Erik al XIV-lea în luna octombrie a aceluiași an.

## 1562–1570
Intervenția Danemarcei, Suediei și Poloniei-Lituaniei în Livonia a declanșat o perioadă de luptă pentru controlul asupra Regiunii Baltice, concept denumit la acea vreme dominium maris baltici⁠(en)[traduceți]. Deși primii ani de război s-au caracterizat prin lupte intensive, în 1562 a început o perioadă de lupte de intensitate scăzută, care a durat până în 1570 când luptele s-au reintensificat. Danemarca, Suedia și, până la un punct, Polonia–Lituania, erau mai preocupate cu Războiul de Șapte Ani al Nordului⁠(en)[traduceți] (1563–1570) care se desfășura în Baltica de Vest, dar Livonia și-a păstrat și ea importanța strategică. În 1562, Danemarca și Rusia au încheiat tratatul de la Mojaisk⁠(en)[traduceți], respectându-și reciproc revendicările în Livonia și menținând relații amicale. În 1564, Suedia și Rusia au încheiat și ele un armistițiu pe șapte ani. Atât Ivan al IV-lea cât și Eric al XIV-lea arătau semne de boală mintală, Ivan al IV-lea întorcându-se împotriva unei părți a boierimii și a locuitorilor din țarat, opricinina⁠(en)[traduceți] începând în 1565, ceea ce a lăsat Rusia într-o stare de haos și război civil.

### Războiul Rusiei cu Lituania

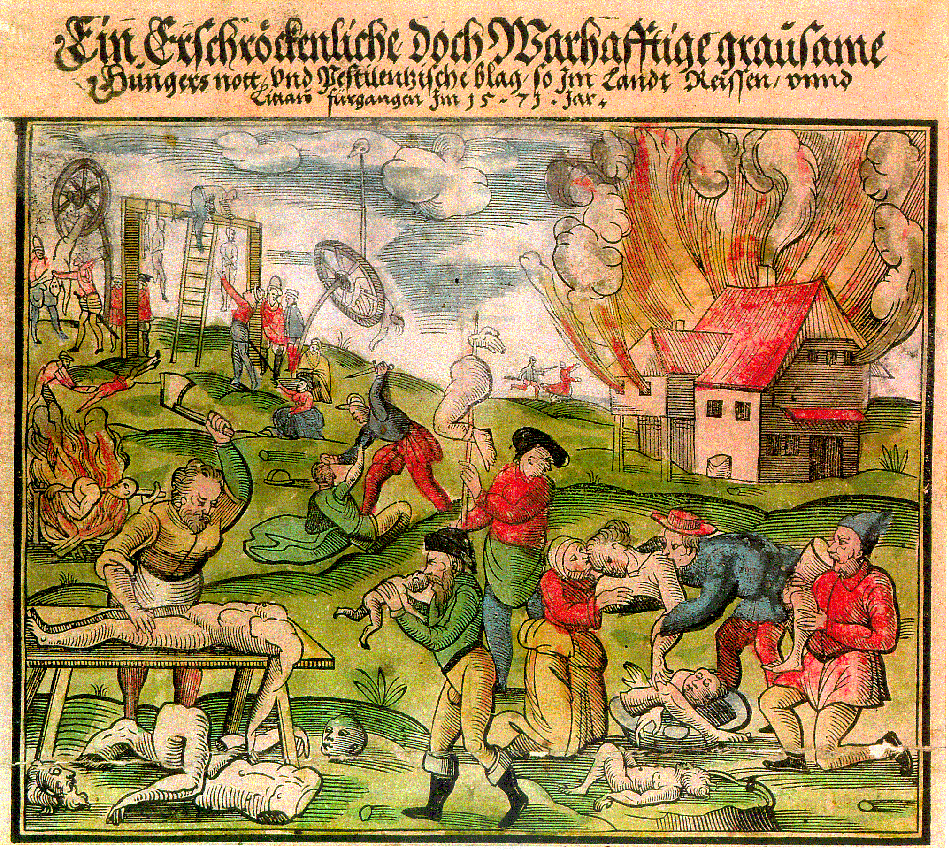
Canibalism în Lituania, în timpul invaziei rusești din 1571, stampă germană

Când a expirat armistițiul ruso-lituanian în 1562, Ivan al IV-lea a respins oferta de prelungire venită din partea lui Sigismund. Țarul se folosise de această perioadă de armistițiu pentru a masa mai multe forțe în Livonia, și a invadat Lituania. Armata sa a prădat Vitebskul și, după o serie de conflicte de frontieră, a cucerit Polotskul în 1563. Au urmat victorii lituaniene în bătălia de la Ula⁠(en)[traduceți] din 1564 și la Czasniki⁠(en)[traduceți] (Ceașniki) în 1567, perioadă de conflict intermitent între cele două părți. Ivan a continuat să câștige teren între orașele și satele din Livonia centrală, dar Lituania l-a împiedicat să ajungă pe coastă. Înfrângerile de la Ula și Czasniki, împreună cu defecțiunea lui Andrei Kurbski, l-au făcut pe Ivan al IV-lea să-și mute capitala la Kremlinul din Alexandrov⁠(en)[traduceți] în timp ce ceea ce el considera a fi opoziția împotriva lui era reprimată e către opricinikii săi.
O mare solie a plecat din Lituania către Moscova în mai 1566. Lituania era pregătită să împartă Livonia cu Rusia în ideea că o ofensivă comună va îndepărta Suedia din regiune. Diplomații ruși au luat aceasta ca pe un semn de slăbiciune, și l-au sfătuit pe Ivan să cucerească toată Livonia, inclusiv Riga, cedând în schimb doar Curlanda din sudul Livoniei și Polotskul de la frontiera ruso-lituaniană. Transferul Rigăi și al gurilor Dvinei îi îngrijora pe lituanieni, întrucât mare parte din comerțul lor depindea de libera trecere prin acest coridor de transport și ei deja ridicaseră fortificații pentru a-l apăra. Ivan și-a extins cererile în iulie, cerând și Öselul, Dorpatul și Narva. Nu se întrevedea niciun acord și s-a convenit asupra unei pauze de zece zile în negocieri, timp în care s-au ținut diverse întâlniri între ruși (incluziv zemski sobor, Adunarea Țării) pentru a discuta problemele curente. În cadrul Adunării, reprezentanții bisericii au insistat pe necesitatea de a „păstra” Riga (care nu fusese încă cucerită) în timp ce boierii se fereau să accepte o pace cuprinzătoare cu Lituania, temându-se de pericolul reprezentat de un stat polono-lituanian. Discuțiile au fost apoi oprite și ostilitățile reluate după întoarcerea solilor în Lituania.
În 1569, tratatul de la Lublin a consfințit unirea Poloniei cu Lituania în Uniunea Polono–Lituaniană. Ducatul Livoniei⁠(en)[traduceți], unificat cu Lituania prin Uniunea de la Grodno⁠(en)[traduceți] din 1566, a intrat sub suveranitate comună polono-lituaniană. În iunie 1570, s-a semnat un armistițiu de trei ani cu Rusia. Sigimund al II-lea, primul rege al Uniunii, a murit în 1572 lăsând tronul Poloniei fără succesor clar pentru prima oară din 1382 și astfel au început primele alegeri deschise din istoria Poloniei. Unii nobili lituanieni au propus un candidat rus, în încercarea de a conserva autonomia Lituaniei. Ivan a cerut însă în schimb retrocedarea Kievului, o încoronare ortodoxă și monarhie ereditară în paralel cu a Rusiei, și ca fiul său, Fedor, să fie rege. Alegătorii au respins cererile și l-au ales în schimb pe Henric de Valois (Henryk Walezy), fratele regelui Carol al IX-lea al Franței.

### Războiul Rusiei cu Suedia
În 1564, Suedia și Rusia au convenit asupra tratatului de la Dorpat⁠(en)[traduceți], prin care Rusia recunoștea dreptul Suediei asupra Revalului și altor castele, iar Suedia accepta dominația Rusiei asupra restului Livoniei. În anul următor, s-a semnat un armistițiu de șapte ani între Rusia și Suedia. Eric al XIV-lea al Suediei a fost detronat în 1568 după ce ucisese câțiva nobili (Sturemorden⁠(en)[traduceți]) în 1567, și a fost înlocuit de fratele său vitreg Ioan al III-lea. Atât Rusia cât și Suedia aveau la acea vreme alte probleme, și erau dornice să evite escaladarea conflictului din Livonia. Ivan al IV-lea ceruse să fie adusă în Rusia soția lui Ioan, prințesa polono-lituaniană Ecaterina Jagellonica, întrucât fusese în concurență cu Ioan pentru intrarea prin căsătorie în familia regală polono-lituaniană. În iulie 1569, Ioan a trimis o solie în Rusia, în frunte cu Paul Juusten⁠(en)[traduceți], Episcopul de Åbo⁠(en)[traduceți] care a sosit în Novgorod în septembrie, după care la Moscova au sosit ambasadorii trimiși de Ivan în 1567 în Suedia pentru a o aduce pe Ecaterina. Ivan a refuzat să se întâlnească el însuși cu solii, pe care i-a obligat să negocieze în schimb cu guvernatorul Novgorodului. Țarul a cerut ca emisarii suedezi să-l trateze pe guvernator ca pe „fratele regelui lor”, dar Juusten a refuzat. Guvernatorul a ordonat apoi un atac asupra soliei suedeze și să li se ea hainele și banii, apoi să fie privați de hrană și de apă și să fie plimbați dezbrăcați pe străzi. Deși suedezii trebuia să fie mutați și la Moscova, din fericire pentru ei, acestea se întâmplau exact în timp ce opricinikii în frunte cu Ivan erau pe drum către un atac asupra Novgorodului⁠(en)[traduceți].
La întoarcerea sa la Moscova în mai 1570, Ivan a refuzat să se întâlnească cu solia suedeză și, după semnarea unui armistițiu de trei ani cu Uniunea Polono-Lituaniană în iunie 1570, nu se mai temea de război din partea acesteia. Rusia considera aducerea Ecaterinei ca pe o precondiție a oricărei înțelegeri, iar suedezii au convenit să se întâlnească la Novgorod pentru a discuta chestiunea. Conform lui Juusten, la întâlnire, rușii au cerut suedezilor să renunțe la revendicarea Revalului, să furnizeze la cerere două sau trei sute de călăreți, să plătească 10.000 de taleri despăgubiri directe, să predea Rusiei niște mine de argint din Finlanda, aflate în apropierea graniței și să-i permită țarului să poarte numele de „domn al Suediei”. Solia a plecat după ce a primit de la Ivan un ultimatum prin care cerea cedarea de către Suedia a teritoriului din Livonia, altfel va fi război. Juusten a rămas în urmă, în timp ce Ioan a respins cererile lui Ivan, și războiul s-a reluat.

### Impactul Războiului de Șapte Ani al Nordului
Fricțiunile între Danemarca și Suedia duseseră la Războiul de Șapte Ani al Nordului⁠(en)[traduceți], izbucnit în 1563 și încheiat în 1570 prin tratatul de la Stettin⁠(en)[traduceți]. Desfășurat în principal în sudul și vestul Scandinaviei, războiul a implicat bătălii navale majore duse în Marea Baltică. Când Varbergul⁠(en)[traduceți] danez a capitulat în fața forțelor suedeze în 1565, 150 de mercenari danezi au scăpat de masacrul care a urmat trecând de partea Suediei. Printre aceștia, se număra și Pontus de la Gardie⁠(en)[traduceți], care avea să devină un important comandant suedez în Războiul Livonian. Livonia a fost și ea afectată de campania navală a amiralului danez Peter sau Per Munck⁠(en)[traduceți], care a bombardat de pe mare Revalul suedez în iulie 1569.
Conform tratatului de la Stettin, Danemarca a devenit puterea supremă și dominantă în Europa de Nord, dar nu a reușit să restaureze și Uniunea de la Kalmar. Condițiile nefavorabile Suediei au dus la o serie de conflicte care s-au încheiat doar odată cu Marele Război al Nordului din 1720. Suedia a acceptat să-și predea posesiunile din Livonia în schimbul unei plăți din partea sfântului împărat roman Maximilian al II-lea. Maximilian nu a reușit însă să plătească compensațiile cerute, astfel că și-a pierdut influența în afacerile baltice. Termenii tratatului privind Livonia au fost astfel ignorați și Războiul Livonian a continuat. Din punctul de vedere al lui Ivan, aceasta doar a permis puterilor implicate să formeze o alianță împotriva lui, acum că nu se mai luptau între ele.

## 1570–1577: dominația rusească și Regatul Livoniei
La începutul anilor 1570, regele Ioan al III-lea al Suediei s-a confruntat cu o ofensivă rusească asupra pozițiilor sale din Estonia. Revalul a rezistat unui asediu rusesc în 1570 și 1571, dar câteva orașe mai mici au fost ocupate de forțele rusești. La 23 ianuarie, o armată suedeză de 700 de pedestrași și 600 de călăreți sub comanda lui Clas Åkesson Tott⁠(en)[traduceți] (cel Bătrân) s-a ciocnit cu o armată rusă și tătară de 16.000 de oameni sub comanda hanului Sain-Bulat⁠(en)[traduceți] în bătălia de la Lode⁠(en)[traduceți] lângă satul Koluvere. Înaintarea rusească s-a încheiat cu jefuirea Weissensteinului (Paide) în 1573 unde, după capturarea orașului, forțele de ocupație i-au prăjit de vii pe liderii garnizoanei suedeze, inclusiv pe comandant. Aceasta a declanșat o campanie de represalii din partea lui Ioan, concentrată asupra Wesenbergului, către care armata a plecat în noiembrie 1573 cu Klas Åkesson Tott la comanda generală și cu Pontus de la Gardie⁠(en)[traduceți] comandant de campanie. Au existat și raiduri rusești în Finlanda, inclusiv unul care a ajuns până la Helsingfors (Helsinki) în 1572. Pe acest front s-a semnat un armistițiu pe doi ani în 1575.
Controfensiva lui Ioan s-a împotmolit la asediul Wesenbergului⁠(en)[traduceți] în 1574 când unități germane și scoțiene ale armatei suedeze s-au îndreptat unele împotriva celorlalte. Acest eșec a fost pus și pe seama dificultăților de a lupta în condiții grele de iarnă, mai ales pentru pedestrași. Războiul din Livonia a reprezentat o povară financiară grea pentru Suedia și până la sfârșitul lui 1573, mercenarilor germani ai Suediei li se datora în total 200.000 de daleri⁠(en)[traduceți]. Ioan le dăduse castelele de la Hapsal, Leal și Lode⁠(en)[traduceți] ca gaj, iar când acesta nu a putut plăti datoria, ele au fost vândute Danemarcei.
Între timp, eforturile lui Magnus de a asedia Revalul controlat de Suedia nu aveau succes, nefiind susținute nici de Ivan și nici de fratele lui Magnus, Frederick al II-lea al Danemarcei . Atenția lui Ivan se concentra în alte părți, în timp ce ezitările lui Frederick proveneau probabil dintr-un nou spirit de unitate suedo-daneză care îl făcea să nu fie dispus să invadeze Livonia în ajutorul lui Magnus, al cărui stat era vasal Rusiei. Asediul a fost abandonat în martie 1561 după care acțiunile suedeze în Regiunea Baltică au escaladat, cu aprobarea pasivă a lui Sigismund, cumnatul lui Ioan.
În același timp, tătarii crimeeni au devastat teritorii rusești și au ars și au prădat Moscova în timpul Războaielor Ruso-Crimeene. Seceta și epidemiile fuseseră fatale pentru economia rusă, în timp ce guvernarea fusese și ea grav perturbată de opricinina⁠(en)[traduceți]. După înfrângerea finală a forțelor crimeene și ale Nogailor în 1572, opricinina⁠(en)[traduceți] a fost relaxată și odată cu aceasta s-a schimbat și felul în care se formau armatele ruse. Ivan al IV-lea introdusese o nouă strategie prin care se baza pe zeci de mii de luptători autohtoni, cazaci și tătari, în loc de câteva mii de mercenari și militari profesioniști, cum procedau adversarii săi.
Campania lui Ivan a ajuns la apogeu în 1576 când alți 30.000 de soldați ruși au trecut în Livonia în 1577 și au devastat pământurile daneze ca represalii pentru cumpărarea Hapsalului, Lealului și Lodei de către Danemarca. Influența daneză în Livonia a încetat, după ce Frederick a acceptat înțelegeri cu Suedia și cu Polonia pentru oprirea implicării nominale daneze. Forțele suedeze au fost asediate în Reval, iar Livonia centrală au fost năvale rusești până la Dünaburg (Daugavpils), cetate aflată formal sub control polono-lituanian de la tratatul de la Vilnius⁠(en)[traduceți] din 1561. Teritoriile cucerite au intrat sub stăpânirea lui Ivan sau a vasalului său, Magnus, proclamat în 1570 monarh al regatului Livoniei. Magnus l-a trădat pe Ivan al IV-lea în același an, după ce a început să dea castele fără a se consulta cu țarul. Când Kokenhusen (Koknese) i s-a supus lui Magnus pentru a evita o luptă cu armata lui Ivan al IV-lea, țarul a jefuit orașul și i-a executat pe conducătorii lui germani. Campania s-a concentrat apoi pe Wenden⁠(en)[traduceți] (Cēsis⁠(en)[traduceți], Võnnu), „inima Livoniei”, fostă capitală a Ordinului Livonian și care avea nu doar importanță strategică, ci și simbolică.

## 1577–1583: Înfrângerea Rusiei

### Alianța între Suedia și Polonia-Lituania și contraofensivele
În 1576, principele ardelean Ștefan Báthory a devenit rege al Poloniei și mare duce al Lituaniei după o alegere pentru tronul polono-lituanian disputată cu împăratul Habsburg Maximilian al II-lea. Atât logodnica lui Báthory, Anna Jagiello, cât și Maximilian al II-lea fuseseră declarați aleși pe același tron în decembrie 1575, la trei zile distanță; moartea lui Maximilan în octombrie 1576 a prevenit escaladarea conflictului. Báthory, ambițios să-l izgonească pe Ivan cel Groaznic din Livonia, era constrâns de opoziția Danzigului (Gdansk), care se opunea, cu susținere daneză, accederii lui Báthory la tron. Războiul Danzigului⁠(en)[traduceți] care a urmat în 1577 a luat sfârșit când Báthory a acordat orașului o mai largă autonomie în schimbul plății a 200.000 de zloți. Pentru alți 200.000 de zloți, l-a numit pe Georg Frederick de Hohenzollern administrator al Prusiei și și-a asigurat susținerea militară a acestuia din urmă împotriva Rusiei.
Báthory a primit doar câțiva soldați de la vasalii săi polonezi și a fost obligat să recruteze mercenari, mai ales polonezi, maghiari, boemi⁠(en)[traduceți], germani și munteni. Un detașament secuiesc separat a participat și el la luptele din Livonia.
Regele Suediei Ioan al III-lea s-a aliat cu Ștefan Báthory împotriva lui Ivan al IV-lea în decembrie 1577, în ciuda problemelor produse de moartea lui Sigimund, ceea ce a însemnat că problema substanțialei moșteniri ce i se cuvenea Ecaterinei, soția lui Ioan, nu fusese rezolvată. Polonia a revendicat și întreaga Livonie, fără a accepta dominație suedeză asupra niciunei părți din ea. Cei 120.000 de daleri împrumutați în 1562 nu fuseseră nici ei plătiți, în ciuda celor mai bune intenții ale lui Sigismund de a rezolva problema lor.
Până în noiembrie, forțele lituaniene ce se deplasau spre nord cuceriseră Dünaburg iar o forță polono-suedeză a cucerit orașul și castelul Wenden la începutul lui 1578. Forțele rusești nu au reușit să recucerească orașul în februarie, atacul lor fiind urmat de o ofensivă suedeză îndreptată spre Pernau (Pärnu), Dorpat și Novgorod printre altele. În septembrie, Ivan a răspuns trimițând o armată de 18.000 de oameni, care au recucerit Oberpahlen (Põltsamaa) de la Suedia și s-au îndreptat apoi către Wenden. La sosirea lor la Wenden, armata rusă a asediat orașul, dar a fost întâmpinată de o forță de despresurare cu 6.000 de soldați germani, polonezi și suedezi. În bătălia de la Wenden⁠(en)[traduceți], care a urmat, rușii au suferit pierderi grele, pierzând cai și arme, Ivan fiind pentru prima oară învins categoric în Livonia.
Báthory a accelerat formarea husarilor, o unitate de cavalerie nouă și bine organizată, care a înlocuit datoriile feudale ale nobililor. Similar, el a îmbunătățit un sistem de artilerie deja eficient și a recrutat cazaci. Báthory a strâns 56.000 de soldați, dintre care 30.000 din Lituania, pentru primul său atac asupra Rusiei la Polotsk, parte a unei mai ample campanii. Cu rezervele lui Ivan de la Pskov și Novgorod blocate păzind o posibilă invazie suedeză, orașul a căzut la 30 august 1579. Báthory a numit apoi un aliat apropiat, membru al curții sale, Jan Zamoyski, în fruntea unei forțe de 48.000 de oameni, inclusiv 25.000 din Lituania, împotriva cetății Velikie Luki pe care a capturat-o la 5 septembrie 1580. Fără altă rezistență semnificativă, garnizoane ca Sokol, Velij și Usvzat au căzut cu repeziciune. În 1581, forța a asediat Pskovul, o cetate bine fortificată și masiv apărată. Susținerea financiară din partea parlamentului polon a fost însă retrasă, iar Báthory nu a reușit să momească forțele rusești în câmp deschis în Livonia înainte de venirea iernii. Neînțelegând că înaintarea polono-lituaniană era în pierdere de elan, Ivan a semnat armistițiul de la Jam Zapolski.
Eșecul asediului suedez al Narvei în 1579 a condus la numirea lui Pontus de la Gardie⁠(en)[traduceți] în funcția de comandant suprem. Orașele Kexholm⁠(en)[traduceți] și Padis au fost cucerite de forțele suedeze în 1580 după care în 1581, concomitent cu căderea Wesenbergului, o armată de mercenari tocmită de Suedia a recucerit orașul strategic Narva. Acesta era o țintă a campaniilor lui Ioan al III-lea, întrucât putea fi atacat atât pe mare cât și pe uscat, campania a profitat de considerabila flotă a Suediei dar disensiunile ulterioare privind controlul pe termen lung asupra orașului au făcut imposibilă o alianță cu Polonia. După cucerirea orașului de către la Gardie, și ca represalii pentru masacrele anterioare comise de ruși, 7000 de ruși au fost omorâți, după cum relatează cronica contemporană a lui Russow⁠(en)[traduceți]. Narva a fost urmată de Ivangorod, Jama și Koporie, ceea ce i-a făcut pe suedezi să fie mulțumiți cu cuceririle din Livonia.

### Păcile de la Jam Zapolski și Plussa

Împărțirea Livoniei la 1600

Negocierile ulterioare conduse de legatul papal iezuit Antonio Possevino au avut ca rezultat pacea de la Jam Zapolski din 1582 între Rusia și Uniunea Polono-Lituaniană. Pacea a fost una umilitoare pentru țar, în parte deoarece el a cerut pace. Conform acordului, Rusia avea să cedeze Uniunii Polono-Lituaniene toate regiunile din Livonia pe care le mai deținea, precum și orașul Dorpat, în timp ce Polotsk revenea sub controlul Uniunii. Orice teritoriu suedez capturat—anume Narva—putea fi păstrat de ruși, iar Velike Luki avea să fie retrocedat de Bathory Rusiei. Possevino a făcut o încercare nu foarte hotărâtă de a lua în calcul și dorințele lui Ioan al III-lea, dar țarul i le-a respins, probabil cu consimțământul lui Báthory. Armistițiul, care a fost aproape un tratat de pace, urma să dureze zece ani și a fost înnoit de două ori, în 1591 și 1601. Báthory nu a reușit să preseze Suedia să renunțe la cuceririle din Livonia, anume la Narva.
După o hotărâre a lui Ioan, războiul cu Rusia a luat sfârșit în 1583 când țarul a încheiat pacea de la Plussa (Plyussa, Pljussa, Plusa) cu Suedia. Rusia a cedat mare parte din Ingria și a lăsat Narva și Ivangorodul sub controlul Suediei. La început convenit pe trei ani, tratatul a fost extins până în 1590. În timpul negocierilor, Suedia a cerut vaste teritorii rusești, inclusiv Novgorodul. Deși aceste condiții au fost puse doar pentru a avea la ce renunța în negociere, ele ar fi putut reflecta și aspirațiile suedezilor în regiune.

## Urmări
Ducatul Curlandei și Semigaliei de la sud de râul Düna (Daugava) a trecut după război printr-o perioadă de stabilitate politică pe baza tratatului de la Vilnius din 1561, modificat apoi în 1617 de Formula regiminis și Statuta Curlandiæ, care au acordat nobililor autohtoni drepturi suplimentare în raport cu ducele. Pe malul nordic al Dünei, Báthory a redus privilegiile acordate de Sigismund Ducatului Livoniei⁠(en)[traduceți], considerând teritoriul recucerit pradă de război. Privilegiile Rigăi fuseseră deja reduse prin tratatul de la Drohiczyn⁠(en)[traduceți] din 1581. Poloneza a înlocuit treptat germana ca limbă administrativă și înființarea voivodatelor a redus influența germanilor baltici⁠(en)[traduceți]. Clerul local și iezuiții din Livonia au îmbrățișat contrareforma într-un proces încuviințat de Báthory, care a acordat Bisericii Romano-Catolice venituri și moșii confiscate de la protestanți și a inițiat și o campanie de recrutare de coloniști catolici. În ciuda acestor măsuri, populația Livoniei nu s-a convertit masiv, în schimb Polonia-Lituania și-a înstrăinat nobilimea livoniană.

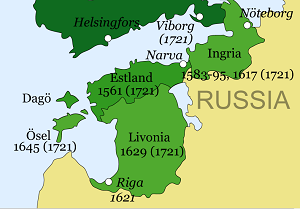
Hartă a posesiunilor suedeze în regiunea Baltică, între 1560 și 1721. Datele sunt cele ale anexării, în paranteză sunt trecute datele pierderii.

În 1590, armistițiul ruso-suedez de la Plussa a expirat și luptele s-au reluat cu Războiul Ruso-Suedez din 1590–1595⁠(en)[traduceți], terminat și el cu tratatul de la Teusina (Teavzino, Teavzin), conform căruia Suedia a cedat Ingria și Kexholmul Rusiei. Alianța polono-suedeză a început să se destrame când regele Poloniei, Sigismund al III-lea, care era fiul lui Ioan al III-lea al Suediei (care a murit în 1592) și al Ecaterinei Jagellonica, și deci era succesor la tronul Suediei, a întâmpinat rezistență din partea unei facțiuni conduse de unchiul său, Carol de Södermanland (ulterior Carol al IX-lea), care revendica regența Suediei. Suedia a căzut într-un război civil în 1597, urmat de războiul împotriva lui Sigismund⁠(en)[traduceți] din  1598–1599, terminat cu detronarea lui Sigismund de către riksdagul⁠(en)[traduceți] suedez.
Nobilii locali au apelat la protecția lui Carol în 1600 când conflictul s-a extins asupra Livoniei, unde Sigismund încercase să incorporeze  Estonia Suedeză în Ducatul Livoniei. Carol a izgonit apoi forțele poloneze din Estonia și a invadat ducatul Livonian⁠(en)[traduceți], declanșând o serie de Războaie Polono-Suedeze⁠(en)[traduceți]. În același timp, Rusia era cuprinsă de un război civil pentru tronul rus rămas neocupat („Timpurile Tulburi”) când niciunul din numeroșii pretendenți nu se impusese. Acest conflict s-a împletit cu campaniile livoniene când forțele suedeze și cele polono-lituaniene au intervenit de partea diferitelor tabere, cea din urmă declanșând Războiul Polono-Moscovit. Forțele lui Carol al IX-lea au fost îndepărtate din Livonia după mari înfrângeri în bătăliile de la Kircholm (1605) și Klușino⁠(en)[traduceți] (1610). După Războiul Ingrian⁠(en)[traduceți] ulterior, succesorul lui Carol, Gustav Adolf, a recucerit Ingria și Kexholmul care au fost oficial cedate Suediei prin tratatul de la Stolbovo⁠(en)[traduceți] din 1617 împreună cu grosul Ducatului Livoniei. În 1617, când Suedia și-a revenit din Războiul Kalmarului, purtat cu Danemarca, mai multe orașe livoniene au fost capturate, numai Pernau rămânând sub control suedez după o contraofensivă polono-lituaniană⁠(en)[traduceți]. O a doua campanie⁠(en)[traduceți] începută cu capturarea Rigăi în 1621 s-a încheiat expulzarea forțelor polono-lituaniene din mare parte din Livonia, unde a fost înființat dominionul⁠(en)[traduceți] Livoniei Suedeze⁠(en)[traduceți]. Forțele suedeze au înaintat apoi prin Prusia Regală și Polonia–Lituania a acceptat cuceririle suedeze din Livonia prin tratatul de la Altmark⁠(en)[traduceți] din 1629.
Provincia daneză Øsel a fost cedată Suediei conform tratatului de la Brömsebro din 1645, care a pus capăt Războiului lui Torstenson⁠(en)[traduceți], teatru de operațiuni al Războiului de Treizeci de Ani. Aceasta a fost păstrată și după pacea de la Oliva⁠(en)[traduceți] și prin tratatul de la Copenhaga, ambele din 1660. Situația a rămas neschimbată până în 1710 când Estonia și Livonia au capitulat în fața Rusiei⁠(en)[traduceți] în timpul Marelui Război al Nordului, acțiune oficializată prin tratatul de la Nystad⁠(en)[traduceți] (1721).